# Симонова, Виталина Олеговна
Виталина Олеговна Симонова (род. 18 сентября 1992, Орск, Оренбургская область) — российская пловчиха, заслуженный мастер спорта России.

## Биография
Виталина Симонова — воспитанница орской школы плавания «Надежда», тренировалась у Елены Золотаревой и Ирины Симаковой.

## Спортивная карьера
На юношеском чемпионате мира 2006 года в Рио-де-Жанейро завоевала золото на дистанции 200 м брассом, а также 2 серебра на дистанциях 50 и 100 метров. На чемпионате России по плаванию в 2006 году получила три серебряных медали за 50 и 100 метров брассом и эстафету 4х100 метров.
В 2007 году была бронзовым призёром чемпионата Европы среди юниоров на 100-метровке брассом и серебряным призёром на дистанции 200 м брассом.
На чемпионате Европы 2008 года среди юниоров в Белграде завоевала серебро (200 м брассом) и бронзу (50 м брассом), а также бронзу в эстафете 4х100 метров.
На чемпионате России по плаванию в 2008 году стала бронзовой призёркой (200 м, комплексное плавание) и получила серебро за эстафету 4×200 м (вольный стиль).
Переехав в Новосибирск стала тренироваться у А. Ильина.
В 2009 году завоевала две бронзовые медали на чемпионате России: на дистанциях 50 и 100 метров.
На чемпионате мира 2011 года по плаванию в ластах в венгерском городе Ходмезёвашархей стала чемпионкой на дистанциях 50 и 100 метров.
В 2012 году — серебряный и дважды бронзовый призёр первенства Европы по плаванию в Сербии.
Участвуя в чемпионате мира по плаванию на короткой воде 2012 года на дистанции 50 м брассом была лишь 25-й, а на дистанции 200 м брассом — 11-й.
На чемпионате России 2012 года по плаванию в ластах в Санкт-Петербурге была первой на дистанциях 50, 100 и 200 метров.
В 2012 году на чемпионате мира по плаванию в ластах стала двукратной чемпионкой на дистанциях 50 и 100 метров.
На чемпионате Европы по плаванию в ластах в 2012 году установила три мировых рекорда: на 50 метрах вольным стилем — 21,85 секунды, на 100 метрах — 47,31 секунды, на 200 метрах — 1.44,04 секунды. В настоящее время ей принадлежит рекорд мира по плаванию в ластах на дистанции 200 м — 1.43,43, установленный 6 августа 2013 года на чемпионате мира в Казани, где она в очередной раз взошла на верхнюю ступень пьедестала.
На чемпионате Европы на короткой воде в 2013 году была третьей на дистанции 200 метров брассом с результатом 2.18,88 с.
В настоящее время[какое?] студентка Новосибирского училища олимпийского резерва.
По решению Международной федерации плавания (FINA) дисквалифицирована[когда?] на четыре года. В её допинг-пробе были обнаружены запрещенные вещества. Наказание отсчитывается с 29 июля 2015 года, когда во внесоревновательный период в тренировочном лагере в Греции у Симоновой была взята допинг-проба, давшая положительный результат на тестостерон. Запрещённый препарат Testosterol 250 ей продали в спортивном магазине в Греции, в момент покупки рядом с ней были её тренеры. Виталина подала апелляцию в Спортивный арбитражный суд (CAS) в Лозанне. После подачи апелляции стороны согласились, что ряд обстоятельств, свидетельствующих в пользу Симоновой, не был учтен, в связи с чем окончательно срок дисквалификации определен как 2-летний (заканчивается 28 июня 2017 года).

## Скандал
В ноябре 2021 года спортсменка находилась в аэропорту «Пулково» вместе с тренером Александром Ильиным. У него возник конфликт с полицейским из-за отказа надеть маску. Мужчину задержали. По версии следствия, Симонова стала спорить с представителем власти, а также нанесла удар ногой по его фуражке, упавшей на пол. Прокуратура Московского района города Санкт-Петербурга утвердила обвинительное заключение по уголовному делу .